# Metoksi
U hemiji (a posebno u organskoj hemiji), metoksi grupa je funkcionalna grupa koja se sastoji od metil grupe vezane za kiseonik. Hemijska formula ove grupe je O–3.
Reč metoksi se u organskoj nomenklaturi obično koristi za opisivanje etara. Ona je elektron donirajuća grupa i može da umanji kiselost organskog jedinjenja.
U najjednostavnijem slučaju ona je vezana za metil grupu dajući dimetil etar. Primeri drugih metoksi etara su metoksietan i metoksipropan. Ona se često javlja u polju prirodnih jedinjenja, npr. O-metilisani flavonoidi. Ona je isto tako prisutna u meskalinu i njegovim analozima, 2C-B, 2C-E i 2C-P.